# Jusuf Said Abu Durra
Jusuf Said Abu Durra (ur. 1900, zm. 30 września 1939) – przywódca arabskiego powstania w Palestynie (1936–1939).

## Dzieciństwo i młodość
Jusuf urodził się w 1900 w wiosce Silat al-Harisijja w pobliżu miasta Dżanin w Palestynie, będącej wówczas częścią Imperium Osmańskiego. Jego młodość przypadła na czas brytyjskiego Mandatu Palestyny.

## Walka narodowa
Przez pewien czas pracował w rolnictwie, jednak stracił ziemię i jako bezrolny rolnik musiał wyjechać do miasta Hajfa, gdzie pracował jako robotnik na kolei. Spotkał tam szejka Izz ad-Din al-Kassama, który zachęcał wieśniaków do stawiania oporu Brytyjczykom i Żydom, którzy usiłują kolonizować ich kraj. W 1930 al-Kassam założył paramilitarną organizację arabską Czarna Ręka do której wstąpił Jusuf Durra. Uczestniczył on w bitwie przy wiosce Dża'bad, gdzie zabito al-Kassama. Durra zdołał jednak z grupą towarzyszy broni wydostać się z okrążenia i przez pewien czas ukrywał się.

## Powstanie w Palestynie
Gdy w kwietniu 1936 wybuchło arabskie powstanie w Palestynie, Durra natychmiast przyłączył się do powstańców, zaciągając się do oddziału szejka Ahmeda Awada. Ich oddział prowadził działania w rejonie Dżaninu w Samarii. Celem ataków były linie komunikacyjne i posterunki brytyjskiej policji mandatowej. Czasami wypuszczano się także do Galilei, gdzie atakowano żydowskie osady rolnicze. Jesienią 1937 Durra został jednym z pięciu najwyższych dowódców powstania. Objął on kontrolę nad obszarem Dżaninu, jednak jego działania sięgały do Nazaretu i Hajfy. Zasłynął on z okrucieństwa i licznych rabunków. Brytyjczycy i Żydzi bardzo się go obawiali. Wielokrotnie wymykał się z urządzanych na niego obław, sprawiając, że wokół jego osoby powstały liczne mity i legendy.
Gdy w 1939 powstanie upadło, Durra wycofał się z Mandatu Palestyny do Emiratu Transjordanii. W dniu 25 lipca 1939 został zatrzymany przez patrol jordańskiego Legionu Arabskiego. Początkowo był przetrzymywany w więzieniu w mieście al-Karak, a następnie John Bagot Glubb przekazał go do Mandatu Palestyny. Po osądzeniu został skazany na karę śmierci przez powieszenie. Wyrok wykonano w dniu 30 września 1939 w Jerozolimie.